# Spuleria flavicaput
Spuleria flavicaput ist ein Schmetterling aus der Familie der Grasminiermotten (Elachistidae).

## Merkmale
Die Falter erreichen eine Flügelspannweite von 12 bis 14 Millimeter. Der Kopf ist hellgelb und hat an den Seiten einen schmalen dunkelbraunen Strich. Die Fühler sind dunkelbraun und in der apikalen Hälfte schwach geringelt. Thorax und Tegulae sind dunkelbraun und glänzen violett. Die Vorderflügel glänzen dunkelbraun und sind bläulich überhaucht. Zwei kleine und ein undeutliches Schuppenbüschel befinden sich im ersten und zweiten Drittel des Vorderflügelinnenrandes. Die Fransenschuppen sind dunkelbraun. Die Hinterflügel glänzen graubraun und die Fransenschuppen sind graubraun.
Bei den Männchen ist der Uncus sehr kurz. Die Gnathos-Arme sind kurz und an der Spitze kugelförmig und mit Stachelreihen versehen. Das Tegumen ist groß und verengt sich distal. Die Valven sind lang und an der Spitze abgerundet. Die Anellus-Lappen sind groß und breit und am Apex sehr spitz. Der Aedeagus ist lang und gerade. Er ist röhrenförmig und distal zugespitzt. In der Vesica befinden sich Stachelreihen.
Bei den Weibchen hat das Ostium an den Seiten zwei sklerotisierte und gebogene Randbereiche. Das Antrum ist sklerotisiert und in der Mitte gebogen. Der Ductus bursae und der hintere Teil des Corpus bursae sind fein granuliert. Das Signum ist langgestreckt.

## Verbreitung
Spuleria flavicaput ist in Europa und Kleinasien beheimatet.

## Biologie
Die Raupen entwickeln sich an Eingriffeligem Weißdorn (Crataegus monogyna) und Zweigriffeligem Weißdorn (Crataegus laevigata). Sie bohren im Sommer und Anfang Herbst in den jungen Seitenzweigen. Der Fraßgang beginnt an der Astgabel und führt in das Mark hinein. Er reicht etwa 30 Millimeter in Richtung Astspitze und biegt sich am Ende zur Oberfläche des Astes. Das Ausgangsloch ist oval und befindet sich normalerweise an der Unterseite des Zweiges. Es ist teilweise mit einer dünnen Rindenschicht bedeckt. Vor der Verpuppung verschließen die Raupen den Fraßgang in der Nähe des Ausgangsloches mit einem Gespinst. Die Verpuppung findet im Spätherbst statt. Nach Schütze leben die Raupen von September bis März/April. Die Falter fliegen von Mai bis Juni in der Morgensonne um die Weißdornzweige herum. Während des Tages sitzen sie in den Blüten des Weißdorns, wo sie durch Klopfen aufgescheucht werden können.

## Systematik
Aus der Literatur sind folgende Synonyme bekannt:
- Porrectaria flavicaput Haworth, 1828
- Tinea aurifrontella Geyer, [1832]
- Rösler[s]tammia aurocapitella Bruand, [1851]
- Chrysoclysta flavicapitella Doubleday, 1859